# محبة النحاس النومازونية
محبة النحاس النومازونية (الاسم العلمي: Cupriavidus numazuensis) هي نوع من البكتيريا، سلبية الغرام، تتبع جنس محبة النحاس.